# رومانسية الغابة الحمراء
رومانسية الغابة الحمراء (بالإنجليزية: A Romance of the Redwoods) هو فيلم أمريكي صامت من تأليف سيسيل ديميل، صدر في عام 1917.

## قصة
تغادر جيني لورانس إلى الغرب بحثًا عن عمها، دون أن تعلم أنه قُتل على يد الهنود وأن "بلاك" براون، قاطع الطريق الذي يداهم العربات الحربية، قد اغتصب اسمه لحماية نفسه من القانون. عندما تصل جيني إلى ستروبيري فلاتس، تدرك ما يحدث، لكنها تجد نفسها مجبرة على قبول الحماية التي يقدمها براون، والخيار الآخر الوحيد هو الصالون. شيئًا فشيئًا، يقعان في حب بعضهما البعض وتدفعه جيني لإصلاح طرقه. ومع ذلك، فإن إغراء الماضي أكبر من أن يتمكن براون من مهاجمته، حيث تم القبض عليه من قبل إحدى الميليشيات. على الرغم من التماس جيني، حُكم على براون بالإعدام شنقًا. في نهاية المرافعات، تقوم جيني بالتنقيب عن ملابس الدمية وتطالب بإطلاق سراح براون مرة أخرى، مدعية أنه والد طفلها. أطلق سراحه وتزوجهما الشريف. تم اكتشاف الحيلة لاحقًا، لكن سكان البلدة تقبلوا هزيمتهم بروح الدعابة.

## طاقم التمثيل
- ماري بيكفورد في دور جيني لورانس
- إليوت ديكستر في دور "بلاك" براون، وكيل الطريق
- تولي مارشال في دور سام سباركس
- ريموند هاتون في دور ديك رولاند
- تشارلز أوجل في دور جيم لين
- والتر لونج في دور الشريف
- قاعة الشتاء في دور جون لورانس، عم جيني